# Mellitidia kochi
Mellitidia kochi är en biart som först beskrevs av Heinrich Friese 1909.  Mellitidia kochi ingår i släktet Mellitidia och familjen vägbin. Inga underarter finns listade i Catalogue of Life.